# Shaw Tower (Vancouver)
Shaw Tower je mrakodrap v downtown ve vancouverské oblasti Coal Harbour nacházející sa v ulici West Cordova Street. Sídlí v něm centrála telekomunikační spoločnosti Shaw Communications pro oblast Lower Mainland.
Má 41 poschodí, dosahuje výšky 149 metrů, jeho výstavba probíhala v letech 2001 – 2004. V současnosti je to třetí nejvyšší budova ve Vancouveru. Na 16 spodních poschodiach jsou kancelářské prostory, na vrchních 24 poschodích je 130 bytů.
Shaw Communications, spoločnost podle které je stavba pojmenovaná, v ní má celých 12 poschodí.
Budova má dvě oficiální adresy, 1067 West Cordova Street je adresa pro kanceláře a 1077 West Cordova Street pro obytnou část.